# Frank Ketelaar
Frank Ketelaar (Amsterdam, 15 maart 1960) is een Nederlands scenarioschrijver en regisseur.

## Biografie
Na het vwo ging hij Nederlands studeren aan de Universiteit van Amsterdam. Deze studie brak hij af omdat hij popmuzikant wilde worden. Hij speelde onder andere gitaar in new wave popband The Dutch. Later werd hij componist in het theater.
Ketelaar studeerde daarna 'scenario en regie' aan de Filmacademie. Zijn afstudeerproject was De gelukkige vuilnisman (1991, VARA). Op de Filmacademie werkte hij samen met Maarten Treurniet en Joram Lürsen. Voor beiden schreef hij hun eindexamenfilm, respectievelijk Het nadeel van de twijfel en De Finales.
Sinds 1992 is Ketelaar voornamelijk werkzaam als scenarist. In 2006 verscheen zijn debuutroman Avond aan Avond.

### Privé
Ketelaar is getrouwd en heeft drie kinderen.

## Beperkte filmografie

### Als scenarist
- 1990: Het nadeel van de twijfel, regie Maarten Treurniet
- 1990: De Finales, regie Joram Lürsen
- 1991: De gelukkige vuilnisman
- 1993/1994: In voor- en tegenspoed (VARA), 13x25 minuten
- 1996/1997: Bij ons in de Jordaan, in samenwerking met Kees Prins, regie Willem van de Sande Bakhuyzen, 3x50 minuten
- 1999: De trein van zes uur tien
- 1999: Mevrouw de minister, regie Norbert ter Hall, 3x50 minuten
- 2002: Stille Nacht, regie Ineke Houtman
- 2003/2004: De Band, 2 seizoenen, regie Frank Ketelaar en Albertjan van Rees, 24x25 minuten
- 2004: In Oranje, regie Joram Lürsen
- 2005: De uitverkorene, telefilm, in samenwerking met Kees Prins, regie Theu Boermans, 3x50 minuten
- 2005/2006: Vuurzee, seizoen 1, regie Joram Lürsen en Arno Dierickx
- 2005/2006: Escort, telefilm
- 2006: Vuurzee, seizoen 2, regie Joram Lürsen, Boris Paval Conen en Frank Ketelaar
- 2009: Coach, regie Joram Lürsen
- 2010: Het Geheim, regie Joram Lürsen
- 2011-2015: Overspel, 23 afleveringen
- 2013: De Prooi, 3 afleveringen, regie Theu Boermans
- 2014: Bloedlink, regie Joram Lürsen
- 2015: Bloed, zweet & tranen, regie Diederick Koopal
- 2015: Publieke Werken, regie Joram Lürsen
- 2017: Klem, televisieserie
- 2017: Het verlangen, regie Joram Lürsen
- 2023: Klem, film

### Als regisseur
- 1991: De gelukkige vuilnisman
- 1999: De trein van zes uur tien
- 2003/2004: De Band, 12 afleveringen
- 2006: Vuurzee, seizoen 2, 2 afleveringen
- 2005/2006: Escort, telefilm
- 2011/2015: Overspel, 12 afleveringen
- 2017: Klem, televisieserie
- 2021: BuZa, miniserie
- 2023: Klem, film

### Prijzen
- 1990: Het nadeel van de twijfel - Nominatie Gouden Kalf beste korte film
- 1990: De Finales - J.L. Jordaanprijs; Tuschinski-Award beste eindexamenfilm
- 1999: Mevrouw de minister - Nominatie LIRA-prijs beste televisiescenario 2000-2004
- 2001: Bij ons in de Jordaan - Gouden Kalf beste televisiedrama, beste acteur
- 2002: Bij ons in de Jordaan - Gouden Beeld beste televisiedrama, beste acteur
- 2004: In Oranje - Golden Butterfly beste scenario Kinderfestival Teheran
- 2004: De Band - Zilveren Krulstaart beste televisiescenario 2004
- 2005: De Bifi's - Gouden Beeld beste comedy 2005
- 2006: Vuurzee - Zilveren Krulstaart beste televisiescenario 2006
- 2006: Escort - Gouden Kalf-nominatie beste scenario, Gouden Kalf beste televisiedrama
- 2006: De uitverkorene - Prix Europa beste televisieprogramma
- 2006: De uitverkorene - Gouden Beeld beste televisiedrama 2006
- 2007: De uitverkorene - Lira Scenarioprijs beste televisiescenario 2005-2007
- 2012: Overspel - Gouden Kalf beste televisiedrama, Gouden Kalf beste actrice
- 2012: Overspel - Zilveren Krulstaart
- 2013: De Prooi - Nominatie Gouden Kalf beste televisiedrama, Gouden Kalf beste acteur